# Санчес, Сесар
Сесар Санчес Домингес (исп. César Sánchez Domínguez; 2 сентября 1971 года, Кориа, Испания) — испанский футболист, вратарь.

## Карьера

### Клубная
Свою карьеру начал в клубе «Реал Вальядолид», где он выступал до 2000 года. Следующим клубом испанского вратаря стал мадридский «Реал», где он провёл 5 лет и стал обладателем золотых медалей за победу в Лиге чемпионов в 2002 году. Он вышел в основном составе в финале кубка против леверкузенского «Байера». В 2005 году перешёл в другой испанский клуб «Реал Сарагоса», где он провёл более 100 матчей, выступая в основном составе. Затем Сесар присоединился к «Тоттенхэму» в августе 2008 года, где являлся запасным вратарём. В 2008 году в составе «шпор» он появлялся всего один раз, выйдя на замену в матче Кубка Лиги против «Ливерпуля» после того, как Гомес был вынужден покинуть поле на носилках. В январе 2009 года подписал контракт с «Валенсией». 29 июня 2020 года после увольнения главного тренера «Валенсии» со своего поста отправился в отставку.

## В сборной
За сборную Испании Сесар провёл один матч в 2000 году против сборной Германии, немцы выиграли со счётом 4:1.

## Достижения
Реал Мадрид
- Победитель Лиги чемпионов: 2001/2002

Валенсия
- 3-е место в чемпионате Испании: 2009/10